# Erik Pärsson
Erik Johan Alexander Pärsson, född 7 april 1994, är en svensk fotbollsspelare som spelar för IFK Malmö.

## Karriär

### Tidig karriär
Pärsson började spela fotboll i BK Näset. Därefter spelade Pärsson i Höllvikens GIF, innan han som 13-åring gick till Husie IF. Sommaren 2010 gick Pärsson till Malmö FF.

### Lunds BK
I januari 2013 förlängde Pärsson sitt kontrakt i Malmö FF med två år. Samtidigt lånades han ut till Lunds BK på ett låneavtal över säsongen 2013. Han gjorde fyra mål på 23 ligamatcher under säsongen 2013. Pärsson spelade även en match i Svenska cupen mot IFK Göteborg (4–0-förlust).
I januari 2014 förlängdes utlåningen med ett år. Pärsson spelade åtta matcher och gjorde ett mål för Lunds BK säsongen 2014.

### FC Höllviken
Sommaren 2014 blev Pärsson utlånad till FC Höllviken. Han debuterade den 2 augusti 2014 i en 2–0-förlust mot IFK Berga. I följande match, mot Nosaby IF, gjorde Pärsson sina två första mål för klubben. Den 6 september 2014 gjorde han ett hattrick i en 4–0-vinst över FC Rosengård. Totalt gjorde Pärsson 12 mål på 12 matcher i Division 2 Östra Götaland 2014.
Inför säsongen 2015 värvades Pärsson till FC Höllviken på en permanent övergång. Han gjorde 11 mål på 24 ligamatcher under säsongen 2015. Pärsson spelade även två matcher i Svenska cupen; mot Husie IF (4–0-vinst) och Ängelholms FF (2–0-förlust). Han gjorde även ett mål i vinstmatchen över Husie IF.

### Landskrona BoIS
Den 11 november 2015 värvades Pärsson av Landskrona BoIS. Han debuterade den 16 april 2016 i en 0–0-match mot Oskarshamns AIK. Den 22 maj 2016 gjorde Pärsson ett hattrick i en 4–0-vinst över FC Höllviken. Han gjorde totalt 17 mål på 22 ligamatcher säsongen 2016.
Han gjorde 3–0-målet och assisterade Alexander Tkacz och Jonathan Levi till 1–0 och 2–0 när Landskrona BoIS besegrade Malmö FF med 3–1 i Svenska cupen den 26 augusti 2016.

### Falkenbergs FF
Den 7 december 2016 värvades Pärsson av Falkenbergs FF, där han skrev på ett tvåårskontrakt. Pärsson debuterade den 18 februari 2017 i en 3–0-vinst över Ytterhogdals IK i Svenska cupen, där han även gjorde ett mål. Han spelade ytterligare två matcher i gruppspelet 2016/2017 mot IFK Värnamo (1–1) och IF Elfsborg (6–1-förlust). Pärsson gjorde även mål i bägge dessa matcherna. Han gjorde sin Superettan-debut den 2 april 2017 i en 2–0-förlust mot Östers IF. Totalt spelade Pärsson 27 ligamatcher och gjorde nio mål säsongen 2017. Under säsongen spelade han även en match i den andra omgången av Svenska cupen 2017/2018 mot IK Oddevold (2–1-förlust).
I premiäromgången av Superettan 2018 gjorde Pärsson ett mål i en 3–2-vinst över tidigare klubben Landskrona BoIS.

### OFI Kreta
Den 29 december 2018 värvades Pärsson av OFI Kreta. I augusti 2019 lämnade han klubben.

### Återkomsten till Sverige
I augusti 2019 återvände Pärsson till Sverige och skrev på för Mjällby AIF. I januari 2021 återvände Pärsson till Landskrona BoIS, där han skrev på ett tvåårskontrakt. Den 11 november 2022 blev Pärsson klar för Österlen FF i division 2.
I december 2023 gick Pärsson till division 3-klubben IFK Malmö.

## Karriärstatistik
| Klubb              | Säsong             | Liga                      | Liga    | Liga | Cup     | Cup | Totalt  | Totalt |
| Klubb              | Säsong             | Division                  | Matcher | Mål  | Matcher | Mål | Matcher | Mål    |
| ------------------ | ------------------ | ------------------------- | ------- | ---- | ------- | --- | ------- | ------ |
| Malmö FF           | 2013               | Allsvenskan               | 0       | 0    | 0       | 0   | 0       | 0      |
| Malmö FF           | 2014               | Allsvenskan               | 0       | 0    | 0       | 0   | 0       | 0      |
| Malmö FF           | Totalt             | Totalt                    | 0       | 0    | 0       | 0   | 0       | 0      |
| Lunds BK (lån)     | 2013               | Division 1 Södra          | 23      | 4    | 1       | 0   | 24      | 4      |
| Lunds BK (lån)     | 2014               | Division 1 Södra          | 8       | 1    | 0       | 0   | 8       | 1      |
| Lunds BK (lån)     | Totalt             | Totalt                    | 31      | 5    | 1       | 0   | 32      | 5      |
| FC Höllviken (lån) | 2014               | Division 2 Östra Götaland | 12      | 12   | 0       | 0   | 12      | 12     |
| FC Höllviken       | 2015               | Division 1 Södra          | 24      | 11   | 2       | 1   | 26      | 12     |
| Landskrona BoIS    | 2016               | Division 1 Södra          | 22      | 17   | 1       | 1   | 23      | 18     |
| Falkenbergs FF     | 2017               | Superettan                | 27      | 9    | 4       | 3   | 31      | 12     |
| Falkenbergs FF     | 2018               | Superettan                | 29      | 11   | 0       | 0   | 29      | 11     |
| Falkenbergs FF     | Totalt             | Totalt                    | 56      | 20   | 4       | 3   | 60      | 23     |
| OFI Kreta          | 2018/2019          | Grekiska superligan       | 5       | 0    | 2       | 0   | 7       | 0      |
| Mjällby AIF        | 2019               | Superettan                | 10      | 1    | 1       | 1   | 11      | 2      |
| Mjällby AIF        | 2020               | Allsvenskan               | 5       | 0    | 1       | 1   | 6       | 1      |
| Mjällby AIF        | Totalt             | Totalt                    | 15      | 1    | 2       | 2   | 17      | 3      |
| Landskrona BoIS    | 2021               | Superettan                | 4       | 0    | 2       | 0   | 6       | 0      |
| Landskrona BoIS    | 2022               | Superettan                | 22      | 5    | 4       | 1   | 26      | 6      |
| Landskrona BoIS    | Totalt             | Totalt                    | 26      | 5    | 6       | 1   | 32      | 6      |
| Österlen FF        | 2023               | Division 2 Södra Götaland | 24      | 9    | 0       | 0   | 24      | 9      |
| IFK Malmö          | 2024               | Division 2 Södra Götaland | 21      | 17   | 0       | 0   | 21      | 17     |
| Totalt i karriären | Totalt i karriären | Totalt i karriären        | 236     | 97   | 18      | 8   | 254     | 105    |